# Kreolisches Schwein

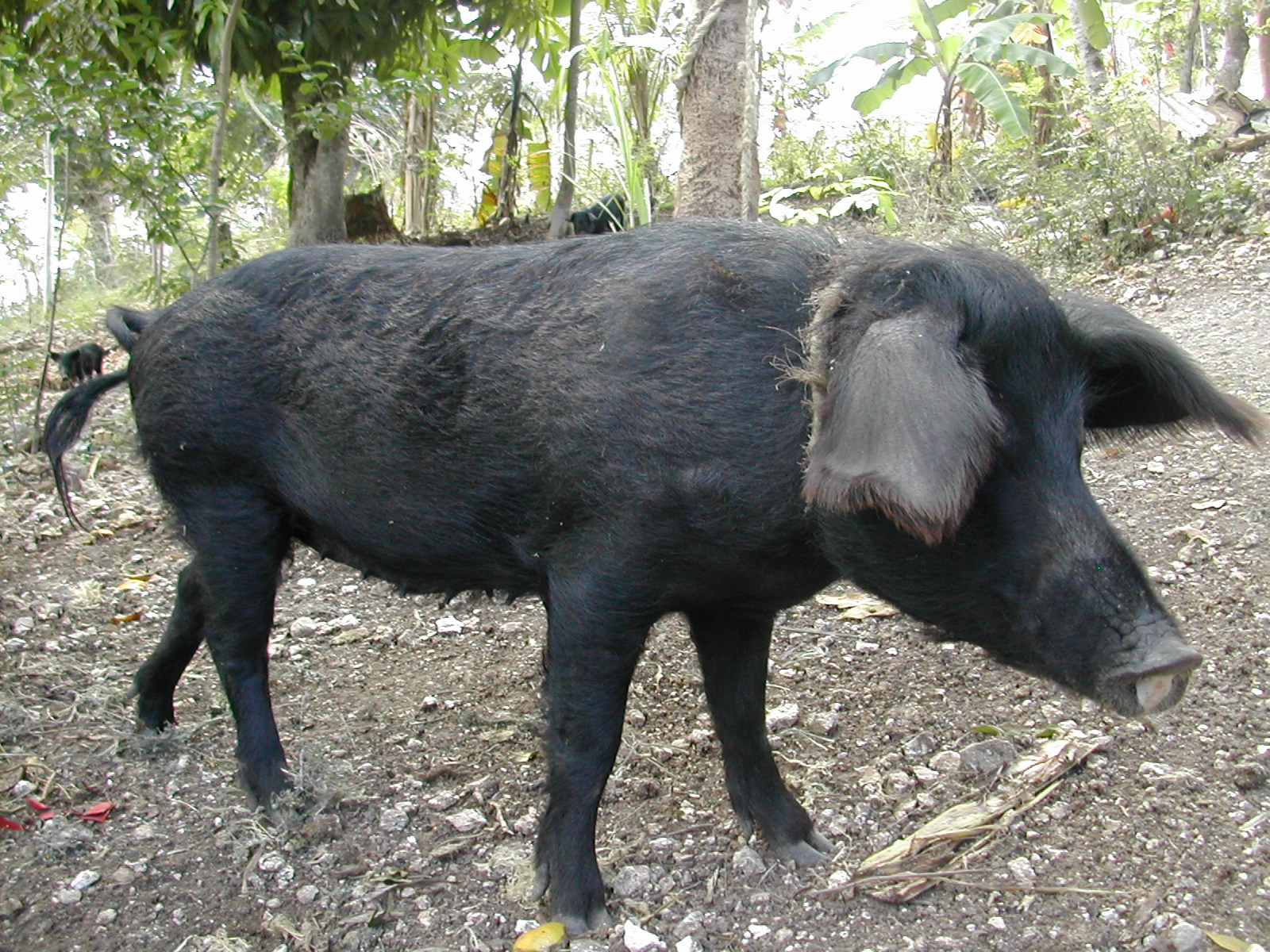
Kreolische Schwein (Abbildung ähnlich)

Das Kreolische Schwein war eine Schweinerasse aus Haiti.
Kreolische Schweine waren gut angepasst an die raue Landschaft und spärliche Vegetation Haitis. Die Härte dieser Schweine erlaubte es den Landarbeitern, sie mit wenig Ressourcen zu halten. Die Landarbeiter behaupteten, dass diese Schweine niemals krank würden.
Kreolische Schweine galten den haitianischen Landarbeitern als Sparkonto: Sie wurden verkauft oder geschlachtet, um Hochzeiten, Medikamente, Schulen, Saatgut oder eine Voodoo-Zeremonie zu bezahlen. Die Widerstandskraft und das ungestüme Temperament der Schweine machten sie ebenso wie ihre Einbeziehung in die Voodoo-Folklore und die mündliche Überlieferung der Haitianischen Revolution zu einem Symbol für die Unabhängigkeit und Persönlichkeit der Haitianer.
Die Kreolischen Schweine waren gut an die örtlichen Gegebenheiten angepasst; sie kamen mit wenig Futter aus und ließen sich gut halten, weshalb sie bei den haitianischen Landarbeiter-Bauern sehr beliebt waren. Trotzdem wurden sie in den 1970ern und 1980ern fast ausgerottet, angeblich in der Absicht, das Vordringen der Afrikanischen Schweinepest, die sich von Spanien in die Dominikanische Republik und dann nach Haiti über den Artibonite ausgebreitet hatte, zu verhindern. Gemäß den USA hatte 1982 die Afrikanische Schweinepest fast ein Drittel der haitianischen Kreolenschweinpopulation infiziert. Aus Furcht vor der Ausbreitung der Krankheit in die USA und ihrer möglichen Auswirkungen auf die Landwirtschaft, übten die USA politischen Druck auf die haitianische Regierung aus, alle Schweine in ihrem Land zu schlachten.
Diese Begründung wurde in der Folge von der Regierung von Jean-Bertrand Aristide befolgt, ebenso wie zahlreiche akademische Berichte, inklusive ein Bericht, der in einer 1990er-Ausgabe von „Stretch“ publiziert wurde. Die Ausrottung der Kreolischen Schweine trug ein weiteres dazu bei, die bereits ums Überleben kämpfenden Landarbeiter weiter in die Armut zu treiben. Sie zwang viele Kinder, nicht mehr in die Schule zu gehen. Kleine Bauern waren gezwungen, ihr Land zu verpfänden. Viele Haitianer fällten Bäume, um sich etwas mit der Produktion von Holzkohle dazuzuverdienen. Dies trug zur Wüstenwerdung der haitianischen Landschaft bei, was durch die Überbevölkerung begonnen worden war.
In der haitianischen Landarbeiter-Gemeinde wurden die Ausrottungsaktionen und Wiederbevölkerungsprogramme der Regierung scharf kritisiert. Die Landarbeiter protestierten, nicht ausreichend für ihre Schweine entschädigt worden zu sein. Außerdem sei die Rasse, die aus den USA importiert wurde, die harten Kreolenschweine zu ersetzen, nicht geeignet für die haitianische Umwelt und Wirtschaft.
Die neue Schweinerasse, die aus den USA importiert worden war, kamen gewöhnlich aus den großen Betrieben im amerikanischen Mittelwesten. Sie wurden als „besser“ beschrieben als das Kreolenschwein. Jedoch benötigten sie sauberes Wasser, was für 80 Prozent der haitianischen Bevölkerung nicht verfügbar ist, importiertes Futter (90 US-Dollar teuer, bei einem Pro-Kopf-Einkommen Haitis von 130 US-Dollar), Impfung und Spezialschweineställe mit einem ganz bestimmten Dach. Es besteht keine Einigkeit darüber, ob der Import dieser Schweine von der US-Landwirtschaftsindustrie ermutigt wurde, da die Haltung dermaßen von importierten Produkten abhängig ist. Die haitianischen Landarbeiter nannten die Schweine bald "prince à quatre pieds," (vierfüßiger Prinz). Das Wiederbevölkerungsprogramm war ein kompletter Fehlschlag.
In jüngster Zeit züchteten haitianische und französische Agraringenieure eine neue Schweinevarietät mit den gleichen guten Qualitäten wie das Haitianische Kreolenschwein. Ein Versuch, Haiti wieder mit dieser Rasse zu bevölkern, ist am Laufen.